# Сан-Мигел-дас-Мисойнс
Сан-Мигел-дас-Мисойнс (порт. São Miguel das Missões — миссия святого Михаила) — развалины миссии в бразильской провинции Риу-Гранди-ду-Сул, в одноимённом муниципалитете. Объект Всемирного наследия ЮНЕСКО. В прошлом, одна из многих иезуитских редукций, входившая в территорию Восточных миссий.

## История
Иезуиты-миссионеры основали миссию в XVII веке в рамках стратегии обращения индейцев гуарани в христианство и защиты их от португальских работорговцев, известных как бандейранты.
Миссия была основана иезуитами в 1632 году рядом с индейским поселением Итайасеко (Itaiaceco), в 1683 году была перенесена на нынешнее место, в то время население миссии составляло примерно 4000 христианизированных индейцев. В 1735—1744 годах строится барочная церковь по проекту архитектора-иезуита Gean Battista Primola, интерьеры заканчивают в 1750 году, в 1760 году собор существенно страдает от пожара.
По Мадридскому договору 1750 года данная территория была передана под суверенитет Испании, португальцам и иезуитам было приказано покинуть поселения. После отказа иезуитов и гуарани покинуть миссию против неё были применены силы португальско-испанской армии, направленной для установления новых границ между двумя колониальными державами. В 1754 иезуиты подчинились португало-испанским властям, но гуарани продолжали сопротивление. В 1756 году армия захватила территории 7 неподчинившихся миссий.
В близлежащем городе Санту-Анжелу построен (1929—1971) собор (pt:Catedral Angelopolitana), повторяющий облик разрушенного собора миссии.
В 1940 году открыт музей миссии по проекту Лусио Коста, позднее работавшего над городом Бразилиа. В музее выставлено множество деревянных скульптурных изображений святых, сделанных индейцами и иезуитами, некоторые из них превышают 2 метра в высоту.
Развалины Сан-Мигел-дас-Мисойнс находятся под защитой ЮНЕСКО с 1983 года вместе с ещё четырьмя подобными памятниками на территории Аргентины и Бразилии.

## В искусстве
Фильм «Миссия» 1986 года художественно пересказывает историю изгнания иезуитов и закрытия миссии.